# Martin Kloke
Martin Kloke est un tireur sportif allemand.

## Palmarès
Martin Kloke a remporté l'épreuve Colt aux championnats du monde MLAIC organisés en 2006 à Pforzheim  en Allemagne. 